# Colegialidade
Colegialidade é, em sentido abrangente, a reunião de pares para tomada de decisões, com igual peso dos votantes.
No direito romano atendia ao princípio do intercessio, pelo qual todos os cargos legislativos tinham necessariamente que contar com ao menos um par capaz de interceder em favor daqueles afetados pela decisão.
Sua função era servir como garantia de que em nenhuma instância, um único juiz tomasse decisões incontestáveis, já que sempre havia um igual ("colega", vindo de colégio) a quem recorrer. Mesmo os cônsules, que detinham o poder decisório máximo vinham, portanto em número de dois.

## República
Na república romana, a colegialidade foi a prática de ter pelo menos duas pessoas, e sempre um número par, em cada posição magistrado do senado romano. Um dos motivos era que dessa forma deviam dividir o poder e as responsabilidades entre várias pessoas, tanto para prevenir o surgimento de outro rei e garantir magistrados mais produtivas. Exemplos de colegialidade Romano incluem os dois cônsules e os censores; seis pretores; oito questores; quatro edis; dez tribunos e decenviratos , etc.